# Bahnradsport-Europameisterschaften der Junioren/U23 2011

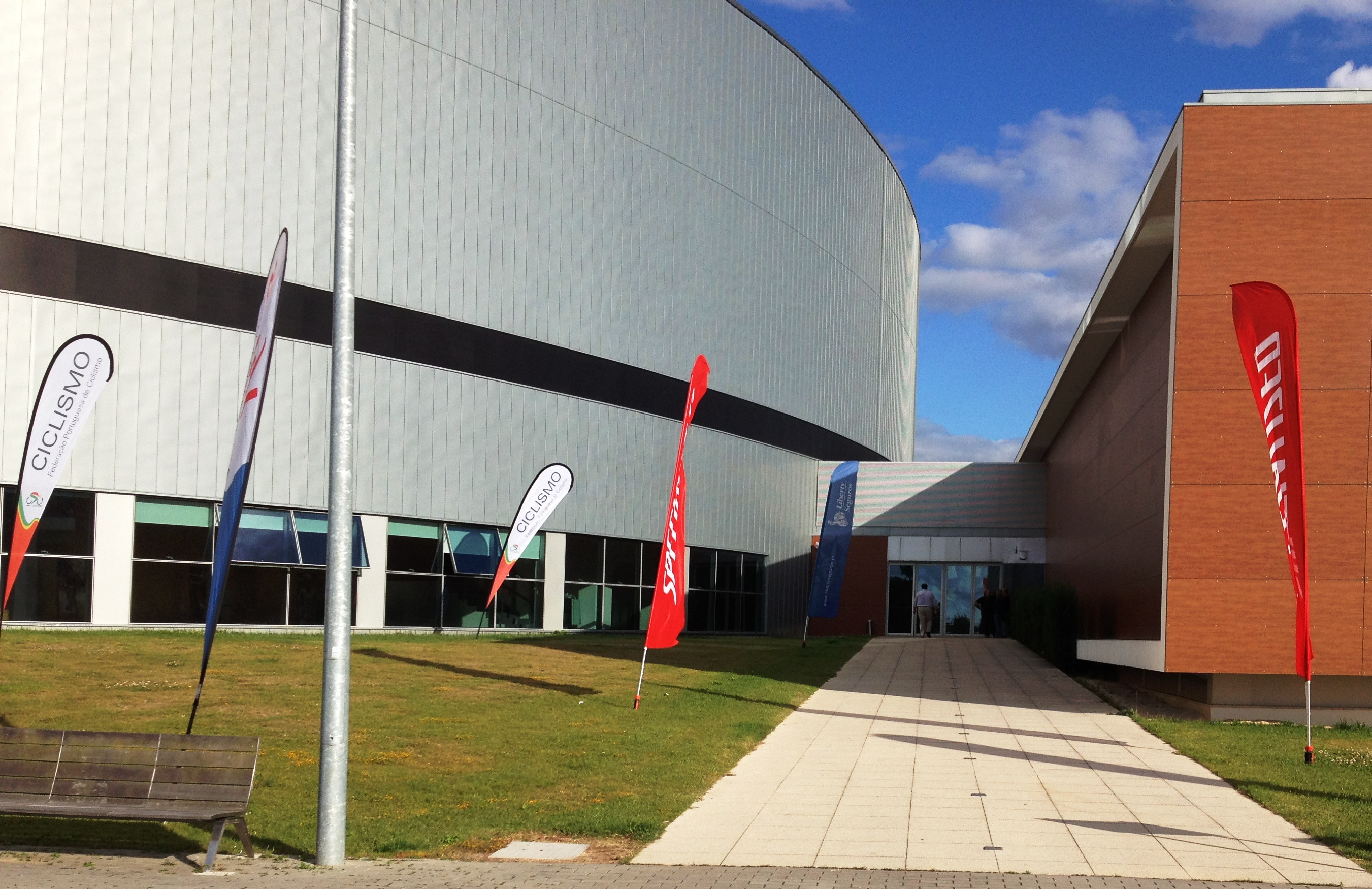
Das Velódromo Nacional

Die Bahnradsport-Europameisterschaften der Junioren/U23 2011 (2011 UEC Jun/U23 Track European Championships) fanden vom 26. bis 31. Juli 2011 im Velódromo Nacional im portugiesischen Sangalhos statt.

## Resultate U23

### Sprint
| Platz | Sportler         | Land |
| ----- | ---------------- | ---- |
|       | Stefan Bötticher | GER  |
|       | Charlie Conord   | FRA  |
|       | Callum Skinner   | GBR  |

| Platz | Sportlerin         | Land |
| ----- | ------------------ | ---- |
|       | Wiktorija Baranowa | RUS  |
|       | Olivia Montauban   | FRA  |
|       | Jessica Varnish    | GBR  |

### Keirin
| Platz | Sportler         | Land |
| ----- | ---------------- | ---- |
|       | Stefan Bötticher | GER  |
|       | Joachim Eilers   | GER  |
|       | Marc Schröder    | GER  |

| Platz | Sportlerin          | Land |
| ----- | ------------------- | ---- |
|       | Wiktorija Baranowa  | RUS  |
|       | Olivia Montauban    | FRA  |
|       | Jekaterina Gnidenko | RUS  |

### Zeitfahren
| Platz | Sportler         | Land |
| ----- | ---------------- | ---- |
|       | Quentin Lafargue | FRA  |
|       | Joachim Eilers   | GER  |
|       | Eric Engler      | GER  |

| Platz | Sportlerin         | Land |
| ----- | ------------------ | ---- |
|       | Jessica Varnish    | GBR  |
|       | Rebecca James      | GBR  |
|       | Wiktorija Baranowa | RUS  |

### Teamsprint
| Platz | Sportler                                          | Land |
| ----- | ------------------------------------------------- | ---- |
|       | Erik Balzer Stefan Bötticher Joachim Eilers       | GER  |
|       | Philip Hindes Peter Mitchell Callum Skinner       | GBR  |
|       | Alexei Tkatschew Wadim Berbeniuk Denis Schurschin | RUS  |

| Platz | Sportlerin                            | Land |
| ----- | ------------------------------------- | ---- |
|       | Rebecca James Jessica Varnish         | GBR  |
|       | Jelena Breschniwa Jekaterina Gnidenko | RUS  |
|       | Małgorzata Wojtyra Natalia Rutkowska  | POL  |

### Einerverfolgung
| Platz | Sportler           | Land |
| ----- | ------------------ | ---- |
|       | Artur Jerschow     | RUS  |
|       | Sergei Tschernezki | RUS  |
|       | Albert Torres      | ESP  |

| Platz | Sportlerin          | Land |
| ----- | ------------------- | ---- |
|       | Laura Trott         | GBR  |
|       | Katarzyna Pawłowska | POL  |
|       | Eugenia Bujak       | POL  |

### Mannschaftsverfolgung
| Platz | Sportler                                                         | Land |
| ----- | ---------------------------------------------------------------- | ---- |
|       | Roman Iwlew Pawel Karpenkow Jewgeni Schalunow Kirill Sweschnikow | RUS  |
|       | Liam Bertazzo Filippo Ranzi Michele Scartezzini Paolo Simion     | ITA  |
|       | Bryan Coquard Romain Le Roux Marc Sarreau Alexis Gougeard        | FRA  |

| Platz | Sportlerin                                              | Land         |
| ----- | ------------------------------------------------------- | ------------ |
|       | Katie Colclough Dani King Laura Trott                   | GBR bis hier |
|       | Eugenia Bujak Katarzyna Pawłowska Małgorzata Wojtyra    | POL          |
|       | Alexandra Gontscharowa Elena Lichmanowa Lidia Malachowa | RUS          |

### Scratch
| Platz | Sportler        | Land |
| ----- | --------------- | ---- |
|       | Davide Cimolai  | ITA  |
|       | Luke Rowe       | GBR  |
|       | Wiktor Schmalko | RUS  |

| Platz | Sportlerin         | Land |
| ----- | ------------------ | ---- |
|       | Laura Trott        | GBR  |
|       | Małgorzata Wojtyra | POL  |
|       | Shannon McCurley   | IRL  |

### Punktefahren
| Platz | Sportler       | Land |
| ----- | -------------- | ---- |
|       | Elia Viviani   | ITA  |
|       | Nick Stöpler   | NED  |
|       | Jonathan Mould | GBR  |

| Platz | Sportlerin           | Land |
| ----- | -------------------- | ---- |
|       | Valentina Scandolara | ITA  |
|       | Katie Colclough      | GBR  |
|       | Katarzyna Pawłowska  | POL  |

### Omnium
| Platz | Sportler       | Land |
| ----- | -------------- | ---- |
|       | Elia Viviani   | ITA  |
|       | Roy Eefting    | NED  |
|       | Moreno De Pauw | BEL  |

| Platz | Sportlerin         | Land |
| ----- | ------------------ | ---- |
|       | Małgorzata Wojtyra | POL  |
|       | Dani King          | GBR  |
|       | Laura van der Kamp | NED  |

### Madison
| Platz | Sportler                      | Land |
| ----- | ----------------------------- | ---- |
|       | Silvan Dillier Cyrille Thièry | SUI  |
|       | Elia Viviani Davide Cimolai   | ITA  |
|       | Yoeri Havik Nick Stöpler      | NED  |

## Resultate Junioren/Juniorinnen

### Sprint
| Platz | Sportler          | Land |
| ----- | ----------------- | ---- |
|       | John Paul         | GBR  |
|       | Nikita Schurschin | RUS  |
|       | Max Niederlag     | GER  |

| Platz | Sportlerin          | Land |
| ----- | ------------------- | ---- |
|       | Anastassija Woinowa | RUS  |
|       | Victoria Williamson | GBR  |
|       | Tamara Balabolina   | RUS  |

### Keirin
| Platz | Sportler      | Land |
| ----- | ------------- | ---- |
|       | John Paul     | GBR  |
|       | Max Niederlag | GER  |
|       | Julien Palma  | FRA  |

| Platz | Sportlerin          | Land |
| ----- | ------------------- | ---- |
|       | Anastassija Woinowa | RUS  |
|       | Stella Tomassini    | ITA  |
|       | Lisa Gamba          | ITA  |

### Zeitfahren
| Platz | Sportler            | Land |
| ----- | ------------------- | ---- |
|       | Benjamin Édelin     | FRA  |
|       | José Moreno Sánchez | ESP  |
|       | Benjamin König      | GER  |

| Platz | Sportlerin          | Land |
| ----- | ------------------- | ---- |
|       | Anastassija Woinowa | RUS  |
|       | Victoria Williamson | GBR  |
|       | Elis Ligtlee        | NED  |

### Teamsprint
| Platz | Sportler                                           | Land |
| ----- | -------------------------------------------------- | ---- |
|       | Benjamin Édelin Anthony Jacques Julien Palma       | FRA  |
|       | Max Niederlag Benjamin König Pascal Ackermann      | GER  |
|       | Alexei Scharapow Nikita Schurschin Wiktor Nenastin | RUS  |

| Platz | Sportlerin                            | Land |
| ----- | ------------------------------------- | ---- |
|       | Anastassija Woinowa Tamara Balabolina | RUS  |
|       | Victoria Williamson Jessica Crampton  | GBR  |
|       | Dominika Borkowska Urszula Łoś        | POL  |

### Einerverfolgung
| Platz | Sportler        | Land |
| ----- | --------------- | ---- |
|       | Jonathan Dibben | GBR  |
|       | Owain Doull     | GBR  |
|       | Kévin Lesellier | FRA  |

| Platz | Sportlerin          | Land |
| ----- | ------------------- | ---- |
|       | Alexandra Tschekina | RUS  |
|       | Elinor Barker       | GBR  |
|       | Beatrice Bartelloni | ITA  |

### Mannschaftsverfolgung
| Platz | Sportler                                                      | Land |
| ----- | ------------------------------------------------------------- | ---- |
|       | Jonathan Dibben Owain Doull Samuel Lowe Joshua Papworth       | GBR  |
|       | Rojan Lulew Alexei Riabkin Andrei Sazanow Jewgeni Sateschilow | RUS  |
|       | Thomas Boudat Marc Fournier Kévin Lesellier Maxime Piveteau   | FRA  |

| Platz | Sportlerin                                                   | Land |
| ----- | ------------------------------------------------------------ | ---- |
|       | Beatrice Bartelloni Maria Giulia Confalonieri Chiara Vanucci | ITA  |
|       | Alexandra Tschekina Gulnas Badykowa Swetlana Kaschirina      | RUS  |
|       | Eugénie Duval Eloïse Bec Valentine Mori                      | FRA  |

### Scratch
| Platz | Sportler     | Land |
| ----- | ------------ | ---- |
|       | Yoan Verardo | FRA  |
|       | Marc Sarreau | FRA  |
|       | Samuel Lowe  | GBR  |

| Platz | Sportlerin       | Land |
| ----- | ---------------- | ---- |
|       | Giulia Donato    | ITA  |
|       | Gabriela Slamova | CZE  |
|       | Roxane Fournier  | FRA  |

### Punktefahren
| Platz | Sportler        | Land |
| ----- | --------------- | ---- |
|       | Julio Amores    | ESP  |
|       | Théry Schir     | SUI  |
|       | Joshua Papworth | GBR  |

| Platz | Sportlerin                | Land |
| ----- | ------------------------- | ---- |
|       | Maria Giulia Confalonieri | ITA  |
|       | Swetlana Kaschirina       | RUS  |
|       | Kelly Markus              | NED  |

### Omnium
| Platz | Sportler        | Land |
| ----- | --------------- | ---- |
|       | Ahmet Örken     | TUR  |
|       | Jasper De Buyst | BEL  |
|       | Owain Doull     | GBR  |

| Platz | Sportlerin       | Land |
| ----- | ---------------- | ---- |
|       | Chiara Vanucci   | ITA  |
|       | Alina Bondarenko | RUS  |
|       | Laudine Genée    | FRA  |

### Madison
| Platz | Sportler                      | Land |
| ----- | ----------------------------- | ---- |
|       | Stefan Küng Théry Schir       | SUI  |
|       | Jan Kraus František Sisr      | CZE  |
|       | Jonas Rickaert Otto Vergaerde | BEL  |

## Medaillenspiegel
| Rang   | Land                   | Gold | Silber | Bronze | Gesamt |
| ------ | ---------------------- | ---- | ------ | ------ | ------ |
| 1      | Vereinigtes Königreich | 9    | 10     | 6      | 25     |
| 2      | Russland               | 9    | 8      | 7      | 24     |
| 3      | Italien                | 7    | 2      | 2      | 11     |
| 4      | Frankreich             | 4    | 4      | 5      | 13     |
| 5      | Deutschland            | 3    | 5      | 4      | 12     |
| 6      | Spanien                | 2    | 1      | 1      | 4      |
| -      | Schweiz                | 2    | 1      | 1      | 4      |
| 8      | Polen                  | 1    | 3      | 4      | 8      |
| 9      | Türkei                 | 1    | 0      | 0      | 1      |
| 10     | Niederlande            | 0    | 2      | 5      | 7      |
| 11     | Belgien                | 0    | 1      | 2      | 3      |
| 12     | Tschechien             | 0    | 1      | 0      | 1      |
| 13     | Irland                 | 0    | 0      | 1      | 1      |
| Gesamt | Gesamt                 | 38   | 38     | 38     | 114    |